# Lepanthopsis glandulifera
Lepanthopsis glandulifera är en orkidéart som beskrevs av Donald Dungan Dod. Lepanthopsis glandulifera ingår i släktet Lepanthopsis och familjen orkidéer. Inga underarter finns listade i Catalogue of Life.